# Taufbecken St-Denis (Jouy-le-Comte)

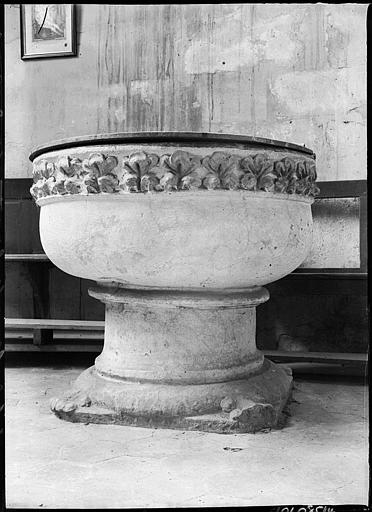
Taufbecken in Jouy-le-Comte

Das Taufbecken in der katholischen Kirche St-Denis in Jouy-le-Comte, einem Ortsteil der französischen Gemeinde Parmain im Département Val-d’Oise in der Region Île-de-France, wurde im 13. Jahrhundert geschaffen. Im Jahr 1911 wurde das gotische Taufbecken als Monument historique in die Liste der geschützten Objekte (Base Palissy) in Frankreich aufgenommen.
Das Taufbecken aus Stein ist am oberen Rand mit einem Fries von Eichenblättern skulptiert. Im Becken ist eine Schale aus Blei eingelegt.